# Mikkel Redder
Mikkel Redder (Nørresundby, 26 november 1993) is een Deens voetbalscheidsrechter. Hij is in dienst van FIFA en UEFA sinds 2021. Ook leidt hij sinds 2018 wedstrijden in de Superligaen.
Op 21 juli 2018 leidde Redder zijn eerste wedstrijd in de Deense nationale competitie. Tijdens het duel tussen Esbjerg fB en Vendsyssel FF (2–3) trok de leidsman viermaal de gele kaart. In Europees verband debuteerde hij op 13 juli 2023 tijdens een wedstrijd tussen Makedonija GP en RFS in de eerste voorronde van de UEFA Europa Conference League; het eindigde in 0–1 en Redder trok driemaal een gele kaart. Zijn eerste interland floot hij op 5 juni 2024, toen Noorwegen met 3–0 won van Kosovo door drie doelpunten van Erling Braut Haaland. Tijdens deze wedstrijd toonde Redder aan de Noren Kristoffer Ajer en David Møller Wolfe een gele kaart.

## Interlands
| Datum            | Plaats            | Wedstrijd           | Uitslag | Competitie             | Kreeg geel | Kreeg voor de tweede keer geel en dus rood | Weggestuurd |
| ---------------- | ----------------- | ------------------- | ------- | ---------------------- | ---------- | ------------------------------------------ | ----------- |
| 5 juni 2024      | Oslo, Noorwegen   | Noorwegen – Kosovo  | 3 – 0   | Vriendschappelijk      | 2          | 0                                          | 0           |
| 19 november 2024 | Trnava, Slowakije | Slowakije – Estland | 1 – 0   | Nations League 2024/25 | 3          | 0                                          | 0           |

Laatste aanpassing op 20 november 2024.